# Zimske olimpijske igre 1984
Zimske olimpijske igre 1984 (uradno XIV. zimske olimpijske igre) so bile zimske olimpijske igre, ki so potekale leta 1984 v Sarajevu v Bosni in Hercegovini (tedaj del SFRJ). Druge gostiteljske kandidatke so bile: Saporo, Japonska in Falun/Göteborg, Švedska.
Na teh olimpijskih igrah je Jure Franko osvojil srebrno medaljo v veleslalomu, prvo olimpijsko odličje za Slovence in Jugoslavijo.

## Udeleženci
Na igrah leta 1984 so sodelovale sledeče države.
| - Britanski Deviški otoki - Andora - Argentina - Avstralija - Avstrija - Belgija - Bolivija - Bolgarija - Kanada - Čile - Ljudska republika Kitajska - Kostarika - Ciper - Češkoslovaška - Egipt - Finska - Francija |  | - Nemška demokratična republika - Zvezna republika Nemčija - Združeno kraljestvo - Grčija - Madžarska - Islandija - Italija - Japonska - Severna Koreja - Južna Koreja - Libanon - Lihtenštajn - Mehika - Monako - Mongolija - Maroko |  | - Nizozemska - Nova Zelandija - Norveška - Poljska - Portoriko - Romunija - San Marino - Senegal - Sovjetska zveza - Španija - Švedska - Švica - Tajvan - Turčija - ZDA - Jugoslavija |  |

## Medalje po državah
| Poz | Država          | Zlato | Srebro | Bron | Skupaj |
| 1   | Vzhodna Nemčija | 9     | 9      | 6    | 24     |
| 2   | Sovjetska zveza | 6     | 10     | 9    | 25     |
| 3   | ZDA             | 4     | 4      | 0    | 8      |
| 4   | Finska          | 4     | 3      | 6    | 13     |
| 5   | Švedska         | 4     | 2      | 2    | 8      |
| 6   | Norveška        | 3     | 2      | 4    | 9      |
| 7   | Švica           | 2     | 2      | 1    | 5      |
| 8   | Kanada          | 2     | 1      | 1    | 4      |
| 8   | Zahodna Nemčija | 2     | 1      | 1    | 4      |
| 10  | Italija         | 2     | 0      | 0    | 2      |
| 14  | Jugoslavija     | 0     | 1      | 0    | 1      |

## Prizorišča
| Prizorišče            | Šport                                               |
| --------------------- | --------------------------------------------------- |
| Bjelašnica            | Alpsko smučanje (moški)                             |
| Igman, Malo Polje     | Nordijska kombinacija, smučarski skoki              |
| Igman, Veliko Polje   | Biatlon, nordijska kombinacija, tek na smučeh       |
| Jahorina              | Alpsko smučanje (ženske)                            |
| Stadion Koševo        | Odprtje olimpijskih iger                            |
| Skenderija, dvorana 2 | Umetnostno drsanje, hokej                           |
| Trebević              | Bob                                                 |
| Ledena dvorana Zetra  | Hokej, zaprtje olimpijskih iger, umetnostno drsanje |
| Drsališče Zetra       | Hitrostno drsanje                                   |